# 海洋二号卫星
海洋二号是中华人民共和国发展的海洋动力环境监测卫星。首制星“海洋二号A”于2011年8月16日在太原卫星发射中心发射升空。卫星主要搭载微波遥感器，完成对海洋水动力环境的监测。“海洋二号A”上具有四种有效载荷：雷达高度计、微波散射计、扫描微波辐射计、校正微波辐射计。卫星可完成对星下点海平面高度、有效波高、海面风速风向、海表面温度、大气水汽含量、云中液态水含量以及海面降水、海冰的观测。

## 发射列表
| 发射时间               | 卫星编号    | COSPAR ID | 运载火箭           | 发射场           | 轨道         | 结果 |
| ---------------------- | ----------- | --------- | ------------------ | ---------------- | ------------ | ---- |
| 2011年8月16日06时57分  | 海洋二号A星 | 2011-043A | 长征四号乙运载火箭 | 太原卫星发射中心 | 太阳同步轨道 | 成功 |
| 2018年10月25日06时57分 | 海洋二号B星 | 2018-081A | 长征四号乙运载火箭 | 太原卫星发射中心 | 太阳同步轨道 | 成功 |
| 2020年9月21日13时40分  | 海洋二号C星 | 2020-066A | 长征四号乙运载火箭 | 酒泉卫星发射中心 | 低地球轨道   | 成功 |
| 2021年5月19日12时03分  | 海洋二号D星 | 2021-043A | 长征四号乙运载火箭 | 酒泉卫星发射中心 | 低地球轨道   | 成功 |